# Ralph Keuning

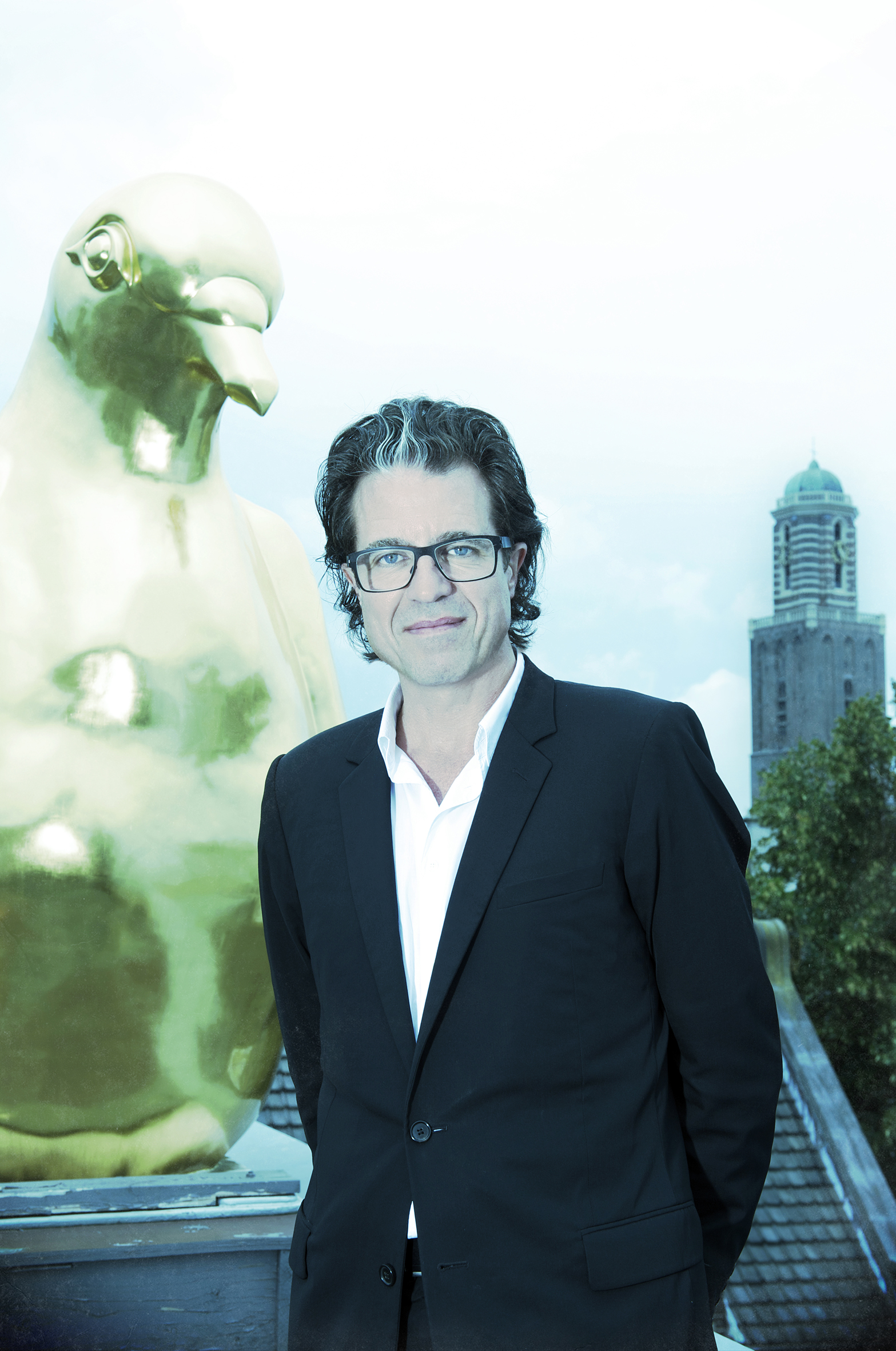
Ralph Keuning

Ralph Keuning (Harderwijk, 20 december 1961) is een Nederlands kunsthistoricus. Hij was van 2007 tot 2022 directeur van Museum de Fundatie in Zwolle en Wijhe.

## Loopbaan
Keuning studeerde kunstgeschiedenis aan de Universiteit Utrecht en studeerde af op de Duitse dadaïst John Heartfield. Hij was assistent bij de Neue Nationalgalerie en het Prentenkabinet in Berlijn (1990-1992). Daarna werkte hij bij het Kröller-Müller Museum. In 2004 vertrok hij naar Lelystad als eerste directeur van het Nieuw Land Erfgoedcentrum.
Vanaf 2007 was Keuning directeur van het Zwolse Museum de Fundatie, waarvan Kasteel het Nijenhuis tussen Wijhe en Heino een onderdeel is. Onder zijn leiding werd de uitbreiding van het museum gerealiseerd naar een ontwerp van Hubert-Jan Henket. Deze werd op 31 mei 2013 door prinses Beatrix geopend. De collectie breidde hij uit met werk van onder meer Jan Fabre, Marc Chagall, Neo Rauch, John Heartfield, Karel Appel en een reeks werken van Jan Cremer, waaronder La Guerre Japonaise. In 2010 presenteerde hij de ontdekking van een schilderij van Vincent van Gogh, De molen “Le Blute fin”, na onderzoek door het Van Gogh Museum. In 2014 kon in samenwerking met het Rijksmuseum Amsterdam een stilleven uit de collectie van de Fundatie worden toegeschreven aan Jan Lievens.
In januari 2022 werd bekend dat uit een onafhankelijk onderzoek dat de Raad van Toezicht van museum De Fundatie had laten uitvoeren naar Keunings gedrag, was gebleken dat zijn stijl van leidinggeven tot problemen leidde bij diverse leden van het personeel. Met Keuning werd overeengekomen dat naast hem een zakelijk interim-directeur zou worden aangesteld, belast met onder meer personeelszaken. Niettemin vertrok Keuning op 8 juni 2022 alsnog met onmiddellijke ingang "om ruimte te maken voor een nieuwe fase in de ontwikkeling van het museum". Wel zou hij nog bij enkele projecten betrokken blijven.

## Publicaties
Keuning heeft gepubliceerd over verscheidene kunstenaars, onder wie John Heartfield, George Grosz, Marte Röling en Jan Cremer.
- Bibliothèque nationale de France: cb16180376w (data)
- Gemeinsame Normdatei: 13658599X
- International Standard Name Identifier: 0000 0001 1877 8839
- Library of Congress Control Number: nb2008011065
- Nederlandse Thesaurus van Auteursnamen: 30758254X
- Système universitaire de documentation: 13172519X
- Virtual International Authority File: 73385514
- WorldCat: E39PBJgCQmmW6mhfcWFqdRbKh3